# Pierre-Alexis Pessonneaux
Pour les articles homonymes, voir Pessonneaux.
Pierre-Alexis Pessonneaux (né le 25 novembre 1987 à Belley) est un athlète français, spécialiste du 200 m.

## Biographie
Après avoir été en 2006, champion de France junior sur 200 m (21 s 35 à Dreux le 16 juillet), trois ans plus tard, en 2009, il remporte, en tant que 3e du relais 4 × 100 m (où on parcourt le virage comme sur 200 m), la médaille d'argent aux Jeux méditerranéens à Pescara et réalise 20 s 89 en demi-finale le 30 juin. Il fait partie des meilleurs temps des engagés sur 200 m avant les Championnats d'Europe espoirs d'athlétisme 2009 : il se qualifie difficilement pour la finale du 200 m de Kaunas, après avoir réalisé un temps de 21 s 07 (dernier temps des qualifiés en demi-finale), puis avoir terminé en finale en 21 s 13, (8e).
Lors des Championnats d'Europe d'athlétisme 2010 à Barcelone, il remporte la médaille d'or du relais 4 × 100 mètres (encore 3e du relais) en 38 s 11 avec Jimmy Vicaut, Christophe Lemaitre, et Martial Mbandjock.
En 2011, il réalise un temps de 20 s 84 à Saint-Étienne, record personnel, le 8 mai. Faisant partie du collectif français du relais 4 × 100 m, il contribue toujours en tant que 3e relayeur au meilleur temps français de la saison avant celui de Daegu 2011 : deuxième lors des Championnats d'Europe par équipes, en 38 s 71, à Stockholm le 18 juin, avec Teddy Tinmar, Christophe Lemaitre et Yannick Lesourd à l'arrivée. Or, au moment de la sélection, il est inséré par la FFA parmi les relayeurs du 4 × 400 m des Championnats du monde, afin que l'équipe française puisse disposer de sept relayeurs sur la distance plus courte, alors même que l'IAAF n'en autorise que six au maximum. N'étant pas utilisé comme remplaçant, il ne bénéficie pas du titre de vice-champion du monde remporté par l'équipe française.
Lors des championnats de France en salle 2012, il est devancé en finale du 200 mètres par Yannick Fonsat (20 s 82, meilleure performance française de l'année). Avec ses 21 s 10, il devient ainsi vice-champion de France 2012 du 200 mètres en salle.
Lors du meeting Herculis du 20 juillet 2012, en absence de Lemaitre et de Vicaut, il contribue comme troisième relayeur à la 4e place de l'équipe de France en 38 s 78, composée également de Ben Bassaw, Ronald Pognon et Emmanuel Biron.
Le 13 mai 2015, il récupère la médaille de bronze des Jeux olympiques de 2012 sur 4 x 100 m à la suite de la disqualification pour dopage de l'équipe américaine, initialement 2e.
Il a été étudiant à l'université de Savoie et à l'Université Grenoble-Alpes.

## Palmarès

### International
| Date | Compétition                       | Lieu        | Résultat | Epreuve   | Temps         |
| ---- | --------------------------------- | ----------- | -------- | --------- | ------------- |
| 2009 | Jeux méditerranéens               | Pescara     | 4e       | 200 m     | 21 s 00       |
| 2009 | Jeux méditerranéens               | Pescara     | 2e       | 4 × 100 m | 39 s 49       |
| 2010 | Championnats d'Europe             | Barcelone   | 1er      | 4 × 100 m | 38 s 11       |
| 2011 | Championnats d'Europe par équipes | Stockholm   | 2e       | 4 × 100 m | 38 s 71       |
| 2012 | Championnats d'Europe             | Helsinki    | 3e       | 4 × 100 m | 38 s 46       |
| 2012 | Jeux olympiques                   | Londres     | 3e       | 4 × 100 m | 38 s 16       |
| 2015 | Relais mondiaux de l'IAAF         | Nassau      | 5e       | 4 × 100 m | 38 s 81       |
| 2015 | Relais mondiaux de l'IAAF         | Nassau      | 2e       | 4 × 200 m | 1 min 21 s 49 |
| 2015 | Championnats d'Europe par équipes | Tcheboksary | 7e       | 200 m     | 20 s 92       |
| 2015 | Championnats d'Europe par équipes | Tcheboksary | 2e       | 4 × 100 m | 38 s 34       |

### National
| Date | Compétition                     | Lieu    | Épreuve   | Place | Temps   |
| ---- | ------------------------------- | ------- | --------- | ----- | ------- |
| 2010 | Championnats de France          | Valence | 200 m     | 3e    | 20 s 95 |
| 2011 | Championnats de France          | Albi    | 4 × 100 m | 1er   | 39 s 55 |
| 2012 | Championnats de France en salle | Aubière | 200 m     | 2e    | 21 s 10 |
| 2012 | Championnats de France          | Angers  | 4 × 100 m | 1er   | 39 s 74 |

### Records
| Épreuve | Performance | Lieu       | Date        |
| ------- | ----------- | ---------- | ----------- |
| 100 m   | 10 s 39     | Vénissieux | 9 juin 2012 |
| 200 m   | 20 s 61     | Genève     | 6 juin 2015 |